# Colias dubia
Colias dubia é uma pequena borboleta da família Pieridae, isto é, as amarelos e as brancas, que pode ser encontrada na Índia.